# 西貢商信銀行
西貢商業信用銀行（Saigon Thuong Tin的 Bank，Sacombank），成立於1991年12月21日，是越南第二大私營的商業銀行。該銀行的總部位於胡志明市，成立時最初的註冊資本為30億越南盾。至2007年，該銀行的註冊資本為4兆4,490億越南盾，合共211個網點遍布國內44個省份及5,000名員工。該銀行於2006年7月12日在胡志明市證券交易所掛牌，是首家上市的越南商業銀行。根據2007年10月聯合國開發計劃署報告，在越南領先的200家企業中排名第26，同時在越南貿易股份銀行中排名首位。 在2007年9月11日，該銀行榮獲2007年越南最佳零售銀行獎。